# ТТ176
| wsr | HAt · t · Z1 |

| wsr | HAt · t · Z1 |

Фиванская гробница ТТ176 расположена в Аль-Хоха, одном из фиванских некрополей, на западном берегу Нила.
В ТТ177 похоронен древнеегипетский чиновник Усерхет, который был служителем Амона, очищающим руки. Он жил во времена правления фараонов Аменхотепа II и Тутмоса IV восемнадцатой династии.
Гробница очень маленькая и к настоящему времени сильно разрушена. Усыпальница украшена настенными росписями. В самом конце находится ниша с неоконченными рисунками. Немецкий учёный  Зигфрид Шот сделал несколько фотографий гробницы в 20-е годы. В 1994-95 годах гробница была снята Брамой Калкоин, которая опубликовала результаты съемки совместно с Кристианной Мюллер-Хазенбос.
Росписи включают в себя сцены из поездки в Абидос, сцены трапезы, ритуал, совершаемые над Усерхетом, Усерхета перед столами подношений и фрагменты сбора урожая.